# Aeroportul Brochet
Aeroportul Brochet (IATA: YBT, ICAO: CYBT) este un aeroport din Manitoba, Canada.
Situat la o altitudine de 345 m, aeroportul dispune de o singură pistă.